# رومن بابووال
رومن بابووال (انگلیسی: Roman Babowal; ۲ سپتامبر ۱۹۵۰ – ۱۵ ژوئن ۲۰۰۵) شاعر اهل اوکراین بود.